# The Dark Knight
The Dark Knight är en brittisk-amerikansk superhjältefilm från 2008. Filmen är regisserad av Christopher Nolan, som även har skrivit manus tillsammans med David S. Goyer och Jonathan Nolan. Den är baserad på DC Comics seriefigur Batman och filmen är en uppföljare till Batman Begins från 2005. Christian Bale är tillbaka i huvudrollen som Bruce Wayne alias Batman. Batmans primära konflikter i filmen är hans strid mot sin ärkefiende Jokern (Heath Ledger) och hans rivalitet med åklagaren Harvey Dent (Aaron Eckhart) om Rachel Dawes (Maggie Gyllenhaal) kärlek.
Warner Bros. Pictures skapade en stor marknadsföringskampanj för The Dark Knight med PR-webbplatser och trailer som framhävde sekvenser av Heath Ledger som Jokern. Efter Ledgers död i januari 2008 fokuserade bolaget om sin PR-kampanj. Filmen hade premiär 16 juli 2008 i Australien och 18 juli i USA. I Sverige premiärvisades den 25 juli. Innan premiären i USA såldes ett rekordstort antal förhandsbokade biljetter till The Dark Knight.
The Dark Knight är den näst mest framgångsrika Batman-filmen någonsin och den sextonde mest inkomstbringande filmen genom tiderna. 
 Den är den nionde bäst betygsatta filmen på den svenska filmsajten MovieZine.
Filmen fick 2012 en uppföljare i The Dark Knight Rises, som är den avslutande delen i Christopher Nolans Batman-trilogi.
The Dark Knight vann två Oscars för Bästa manliga biroll till Heath Ledger och Bästa ljudredigering på Oscarsgalan 2009. Den nominerades även för Bästa foto, Bästa ljud, Bästa scenografi, Bästa smink, Bästa klippning och Bästa specialeffekter.

## Handling
Ett år har gått sedan Batman (Christian Bale) överlistade Ra's al Ghul och stoppade honom. Nu vill Batman en gång för alla sätta stopp för brottsligheten i Gotham City och slå till mot maffians svagaste punkt, deras plånböcker. Filmen börjar med att Jokern (Heath Ledger) och hans kompanjoner rånar en bank som ägs av maffian. Kompanjonerna dödar varandra en efter en på order av Jokern, men i slutändan smiter Jokern ensam med alla pengarna.
Batman och löjtnant James Gordon (Gary Oldman) gör upp en plan mot maffian som inkluderar den nye distriktsåklagaren Harvey Dent (Aaron Eckhart). Även om han dejtar Bruce Waynes gamla flamma Rachel Dawes (Maggie Gyllenhaal), blir Bruce imponerad av Harveys ideal och gör en insamling till hans ära. Maffiabossarna Sal Maroni, Gambol och Chechen håller en videokonferens med sin kinesiske kollega Lau, som gömt deras besparingar och flytt till Hongkong. Jokern kommer plötsligt in och avbryter. Han varnar bossarna att Batman inte går att stoppa, och erbjuder sig att döda honom om han får hälften av pengarna. Bossarna vägrar, och Gambol sätter ett pris på honom. Lite senare dödar Jokern Gambol och tar kontroll över hans män. Under tiden lyckas Batman få tag på Lau och tar honom tillbaka till Gotham så att Lau kan vittna mot Jokern och maffian.
Det dyker plötsligt upp döda män i Batmanliknande dräkter runt om i staden. Det kan bara bli värre när Jokern meddelar att människor kommer att mista livet om inte Batman avslöjar sin sanna identitet. När Batman inte avslöjar sig dödar Jokern kommissarie Gillian B. Loeb och domaren som var närvarande under alla maffiarättegångar. Han tar också siktet på Dent under insamlingsfesten som Bruce anordnat, men Bruce lyckas gömma Dent. När Jokern lite senare försöker lönnmörda borgmästare Garcia, lyckas Gordon röja Jokerns attentat, men det kostar till synes Gordon livet. När Bruce tänker avslöja sanningen om att han är Batman, gör Dent det istället för att skydda sanningen, vilket Rachel inte blir så glad över. Dent tas till skyddshäktet men blir jagad av Jokern runtom i staden. Batman kommer till undsättning, och Gordon, som hade förfalskat sin död, tar fast Jokern.
Både Dent och Rachel försvinner den kvällen. Batman förhör Jokern för att ta reda på var de är. Allt går hett till tills Jokern tillkännager adresserna till två åtskilda byggnader som är riggade med sprängmedel och Dent och Rachel är i varsin byggnad. Batman skyndar till Rachel och Gordon och hans män till Dent. När de har gått detonerar Jokern en bomb på polisstationen och rymmer tillsammans med Lau. När Batman når Rachels byggnad upptäcker han till sin förvåning att Dent är där, då Jokern hade schabblat ihop adresserna med flit. Det innebär att Gordon har åkt till Rachel. Batman lyckas i alla fall få ut Dent innan byggnaden exploderar, men Dent får fruktansvärda brännskador över halva ansiktet. Rachel dör dock i den andra explosionen, då Gordon inte hann fram i tid.
Dent tas omedelbart till akuten. Under morgonen hittar Bruces betjänt Alfred (Michael Caine) ett brev från Rachel där det står att hon inte kunde vänta på att bli tillsammans med Bruce när Gotham inte längre behövde Batman. Därtill står det att hon älskade Dent och att hon ville gifta sig med honom. När Alfred serverar Bruce frukost upptäcker han hur deprimerad Bruce är och bestämmer sig för att inte ge brevet till honom. Bruce kommer tillbaka på fötter tack vare några inspirerande ord från Alfred. Lite senare upptäcker Coleman Reese, en anställd på Bruces företag, Batmans sanna identitet och planerar att avslöja honom. Jokern dödar Lau och Chechen och hotar att spränga ett sjukhus om inte Reese dödas. Gordon och Bruce skyddar Reese som ändrar sig. Jokern korrumperar den ärrade Dent till att hämnas. Jokern spränger sjukhuset och rymmer med ett antal gisslan.
Dent jagar personer som bär ansvaret för Rachels död och bedömer deras öde genom att singla sin lyckoslant vars ena sida brändes. Han dödar Maroni och en polis som hjälpte till att kidnappa Rachel. Jokern riggar två färjor med sprängmedel för att förorsaka fullskaligt kaos. I den ena färjan finns vanliga medborgare, och i den andra fängelsefångar och vakter. Alla passagerarna får möjligheten att spränga den ena färjan innan midnatt, annars kommer båda färjorna att explodera. Alla passagerarna vägrar.
Batman ber Lucius Fox (Morgan Freeman) att använda en speciell spårarprototyp för att kunna hitta Jokern. Fox går med på det men på ett villkor; han kommer att avgå efter detta. Jokern gömmer sig i en byggnad som ligger nära de två färjorna och klär upp gisslan som sina egna män. Det får Gordons SWAT-trupp att anfalla dem. Batman stoppar SWAT-truppen och Jokerns män och räddar de gisslan. Batman och Jokern slåss, och Batman avgår med segern. Men den besegrade Jokern skryter om att han har vunnit, då folket i Gotham kommer att förlora hoppet när Dents bärsärkagång blir känt. Innan Jokern grips en gång för alla påminner han Batman att deras kamp kommer att vara för evigt.
Dent håller Gordons familj som gisslan i byggnaden där Rachel dog. Gordon kommer för att försöka rädda dem men Dent slår honom till marken. Batman konfronterar Dent som bestämmer sitt, Batmans och Gordons sons öde med slantsinglingar. Han skjuter Batman i magen, skonar sig själv och singlar sedan igen för att bestämma pojkens öde. Innan myntet når Dents hand knuffar Batman honom av byggnaden och räddar pojken medan Dent själv faller till sin död. Gordon erkänner att Jokern har vunnit, men Batman tar på sig skulden för Dents brott så att Dent fortfarande blir en symbol för hopp åt staden. Alfred bränner Rachels brev och Fox stannar kvar hos företaget och förstör spårarprototypen som användes tidigare. Gordon inleder en jakt på Batman som försvinner in i natten.

## Om filmen
- Nolans idé till filmen inspirerades av Jokerns första två framträdanden i serietidningarna och Batman: The Long Halloween. The Dark Knight filmades till största delen i Chicago, USA, samt på ett flertal andra platser i USA, Storbritannien och Hongkong. Regissören använde en IMAX-kamera för att filma sex större action-sekvenser, bland andra Jokerns första framträdande i filmen.
- Filmen ligger på femte plats av de mest inkomstbringande filmerna, efter Avatar, Titanic, Sagan om konungens återkomst och Pirates of the Caribbean - Död mans kista.[källa behövs]
- I filmens förtexter visas vid ett tillfälle en blixtsnabb bild på Jokern från serietidningarna som en förvarning om vad som är på väg.
- I och med Jokerns tydliga anarkistiska agenda valde man att ge Jokern ett punkrockarutseende. Jokerns kläder inspirerades av Johnny Rotten och Iggy Pop och Heath Ledger valde att spela rollen som om Sid Vicious skulle spela Alex DeLarge, huvudrollen i A Clockwork Orange. Jokerns musiktema gjordes i punkstil med elgitarrer, cello och fioler spelade med knivar i noterna "C" och "D".

## Rollista

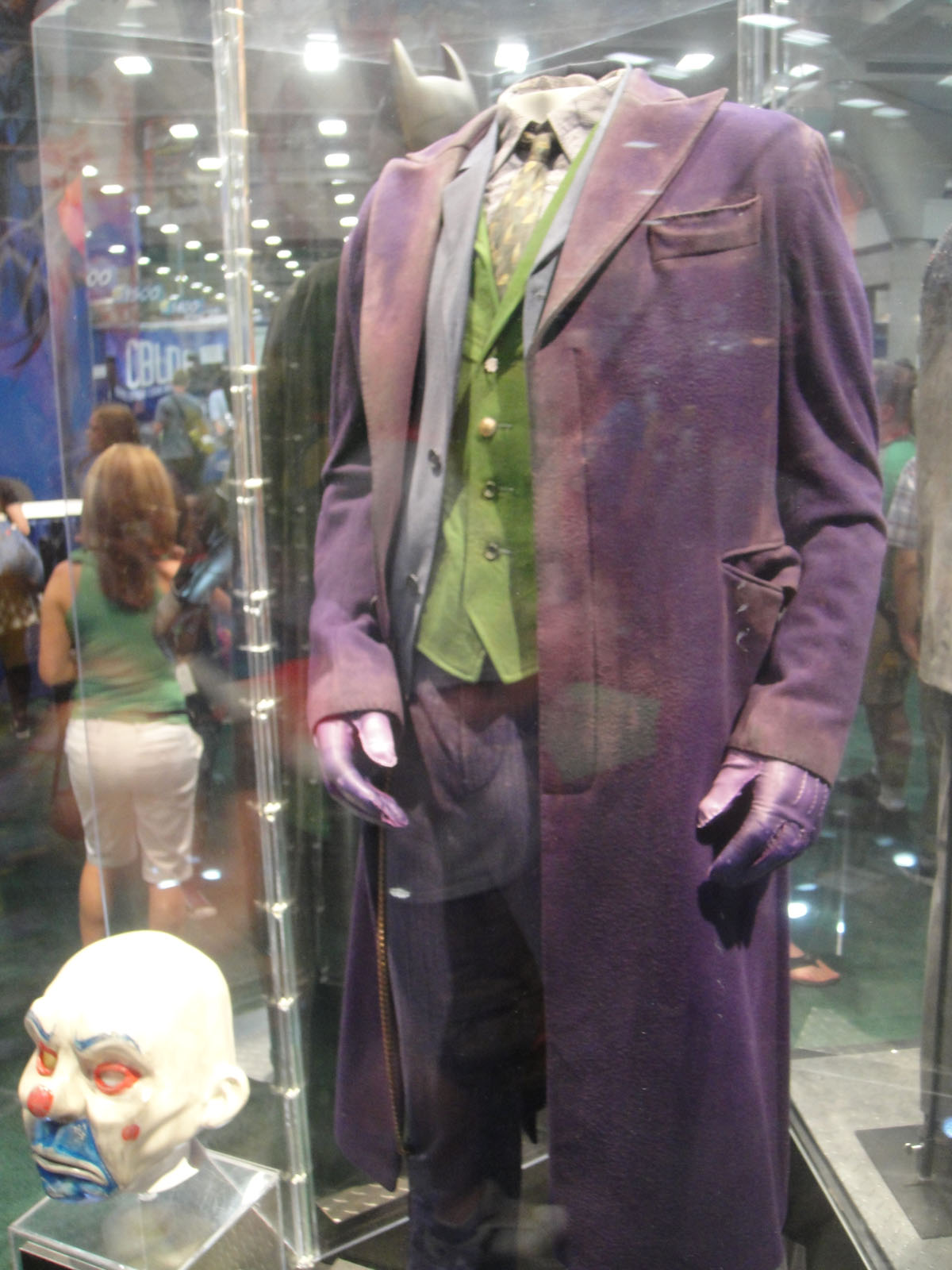
Jokerns kostym i filmen.

- Christian Bale – Bruce Wayne / Batman
- Michael Caine – Alfred Pennyworth
- Heath Ledger – Jokern
- Gary Oldman – Kommissarie James Gordon
- Aaron Eckhart – Harvey Dent / Two-Face
- Maggie Gyllenhaal – Rachel Dawes
- Morgan Freeman – Lucius Fox
- Monique Gabriela Curnen – Anna Ramirez
- Ron Dean – Michael Wuertz
- Nestor Carbonell – Borgmästare Anthony Garcia
- Chin Han – Lau
- Eric Roberts – Sal Maroni
- Ritchie Coster – Chechen
- Anthony Michael Hall – Mike Engel
- Keith Szarabajka – Gerard Stephens
- Joshua Harto – Coleman Reese
- Melinda McGraw – Barbara Gordon
- Nathan Gamble – James Gordon, Jr.
- Michael Jai White – Gambol
- Beatrice Rosen – Natascha Patrenko
- Cillian Murphy – Dr. Jonathan Crane / Scarecrow
- Colin McFarlane – Polismästare Gillian B. Loeb
- William Fichtner – Bankchef

## Kritikermottagande
Fyra dagar efter premiären visade Rotten Tomatoes kritikersammanställning att bland 213 recensioner av filmen hade 94 procent gett filmen positiva omdömen och satt ett genomsnittsbetyg på 8,5 av 10. Bland de 40 mer etablerade kritikerna hade filmen fått positiva omdömen av 90 procent med ett genomsnittsbetyg på 8 av 10.

## Publiktillströmning
Premiärdagen 18 juli 2008 satte filmen nytt rekord i USA, i intäkter på en dag, med 68 miljoner USA-dollar. Förra rekordet innehades av Spider-Man 3. Även rekordet för intäkter vid midnattsvisningen slogs, genom 18,5 miljoner USA-dollar, vilket var 1,6 miljoner mer än förra rekordinnehavaren Star Wars: Episod III – Mörkrets hämnd. För hela premiärveckoslutet redovisade filmen 158,4 miljoner US-dollar i intäkter vilket slog förra rekordnoteringen på 151 miljoner, satt av Spider-Man 3 i maj 2007. Internationellt redovisade filmen intäkter på omkring fyrtio miljoner USA-dollar. Filmen hade även 6,2 miljoner USA-dollar i intäkter för visningar i IMAX-salonger, vilket också det är den högsta noteringen någonsin i USA.
Filmen slog rekord i att snabbast komma upp till 100, 200, 300, 350, 400, 450 och 500 miljoner dollar i biljettintäkter i USA. 400 miljoner nådde den upp till efter 18 dagar. Tidigare rekord var Shrek 2, 43 dagar.

I Sverige sågs filmen av totalt 536 490 biobesökare och var den femte mest sedda biofilmen i Sverige 2008. 